# Lautit
Lautit ist ein selten vorkommendes Mineral aus der Mineralklasse der Sulfide und Sulfosalze. Es kristallisiert im orthorhombischen Kristallsystem mit der chemischen Zusammensetzung CuAsS und bildet bis zu 2,3 cm lange, prismatische oder tafelige schwarze Kristalle, kommt aber auch in Form von Massen oder Körnern vor.

## Etymologie und Geschichte
Das Mineral wurde erstmals 1880 in der Grube Rudolfschacht bei Lauta in Sachsen gefunden. Das unbekannte schwarze, dem Enargit ähnelnde Mineral wurde von Friedrich August Frenzel untersucht und nach seiner Typlokalität benannt.

## Klassifikation
In der Systematik nach Strunz wird Lautit zu den Metallsulfiden mit einem Verhältnis von Metall zu Schwefel, Selen oder Tellur von 1:1 gezählt. Nach der 8. Auflage bildet es dabei eine eigene Gruppe. Auch in der 9. Auflage bildet es eine eigene Untergruppe der Sulfide mit Zink, Eisen, Kupfer oder Silber.
In der Systematik nach Dana bildet es eine Untergruppe der Sulfide, Selenide und Telluride mit der Zusammensetzung Am Bn Xp, mit (m+n):p=1:2.

## Bildung und Fundorte
Lautit bildet sich in Adern unter hydrothermalen Bedingungen bei mittleren Temperaturen. Es ist je nach Fundort vergesellschaftet mit Arsen, Tennantit, Proustit, Chalkopyrit, Galenit und Baryt (in der Typlokalität); Kutinait und Paxit (in Nieder-Beerbach) oder Arsen, Bismut, Tennantit, Löllingit, Rammelsbergit, Proustit und Quarz (Sainte-Marie-aux-Mines).
Vom Mineral sind einige Fundorte bekannt. Neben der Typlokalität und weiteren Orten im Erzgebirge fand man Lautit in Sankt Andreasberg im Harz, Nieder-Beerbach im Odenwald, Hausach, Schenkenzell und Titisee-Neustadt im Schwarzwald, Flatschach in Österreich, Sainte-Marie-aux-Mines in Frankreich, Isérables in der Schweiz, Cochrane in Kanada, Luqu und Zoigê in China, Sirohi in Indien, Takab im Iran, Kombat in Namibia und Coconino County in Arizona/USA.

## Kristallstruktur
Lautit kristallisiert im orthorhombischen Kristallsystem in der Raumgruppe Pnma (Raumgruppen-Nr. 62) mit den Gitterparametern a = 11,347 Å, b = 3,753 Å und c = 5,453 Å sowie vier Formeleinheiten pro Elementarzelle. Lautit besitzt damit eine Sphalerit-ähnliche Struktur mit Cu[AsS3], As[CuAs2S] und S[Cu3As]-Tetraedern.